# Куяви (Ополско войводство)
Вижте пояснителната страница за други значения на Куяви.
Куя̀ви (на полски: Kujawy) е село в Южна Полша, Ополско войводство, Крапковишки окръг, община Стшелечки. Според Полската статистическа служба към 31 декември 2009 г. селото има 692 жители.

## География

### Местоположение
Селото се намира в географския макрорегион Силезка равнина, който е част от Централноевропейската равнина. Разположено е край републикански път , на 4 км източно от общинския център село Стжелечки.

## Инфраструктура
Селото е електрифицирано, има телефон и канализация. В Куяви се намира клуб за сеньор. В 2002 г. от общо 176 обитавани жилища – снабдени с топла вода (161 жилища), с газ (91 жилища), самостоятелен санитарен възел (159 жилища); 1 жилище има площ 30–39 m², 3 жилища 40–49 m², 9 жилища 50–59 m², 25 жилища 60–79 m², 21 жилища 80–99 m², 33 жилища 100–119 m², 82 жилища над 119 m².

## Забележителности
В Регистърът на недвижимите паметници на Националния институт за наследството са вписани:
- Църква Св. Тройца от 1583 г.
- Порта в гробище
- Парк от XIX в.